# Fintelmannhaus

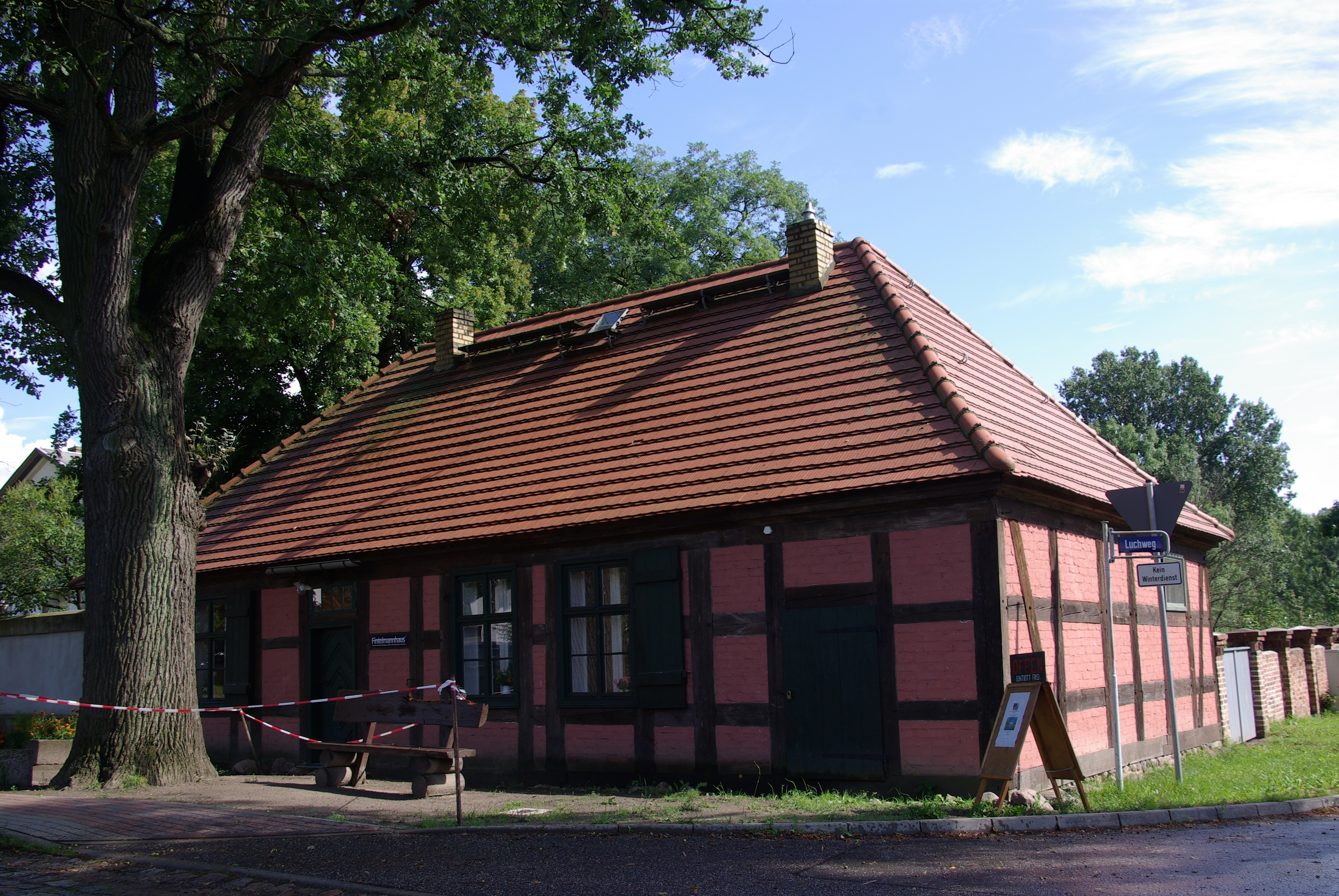
Fintelmannhaus

Das Fintelmannhaus (offizielle Bezeichnung in der Landesdenkmalliste Wohnhaus (Fintelmannhaus)) ist ein denkmalgeschütztes Fachwerkhaus in Senzke, einem Ortsteil der Gemeinde Mühlenberge im Landkreis Havelland im Land Brandenburg. Es ist nach Joachim Heinrich Fintelmann benannt, dem Hofgärtner des damaligen Gutsherren.

## Lage
Die Kreisstraße 6313 führt von Nordwesten kommend in östlicher Richtung durch den Ort. Dort, im östlichen Bereich der Gemarkung, befand sich zu einer früheren Zeit das Gutshaus derer von Bredow. Westlich vor dem Gutsbezirk zweigt der Luchweg nach Süden ab. Das Haus steht südöstlich an der Straßenkreuzung auf einem Grundstück, das nicht  eingefriedet ist.

## Geschichte
Zur Baugeschichte gibt es unterschiedliche Angaben. Das Amt Friesack gibt auf einer Informationstafel an, dass das Bauwerk bereits gegen Ende des 17. Jahrhunderts entstand, während die Gemeinde Mühlenberge davon ausgeht, dass das Gebäude 1701 errichtet wurde. Das Brandenburgische Landesamt für Denkmalpflege und Archäologische Landesmuseum (BLDAM) verweist in seiner Denkmaldatenbank auf die Zeit „um 1710“. Das Bauwerk diente als Haus für die Gärtnerfamilie der Gutsherren von Bredow. Nachdem Joachim Heinrich Fintelmann seine Ausbildung erfolgreich beendet hatte, zog er dort 1727 ein und übernahm die Stelle als Gärtner der Familie. Fintelmann legte auf dem Gut eine Ornamental Farm an und richtete eine Baumschule ein. Zu seinen Kunden zählte beispielsweise Friedrich II., der bei der Instandsetzung des Gartens im Schloss Charlottenburg im Jahr 1742 mehrere Fuhren Buchsbaum bestellte. Die Gemeinde vermutet, dass Fintelmann bei dieser Gelegenheit Kontakt zum dortigen Hofgärtner Joachim Arndt Saltzmann bekam, der ihm eine Arbeitsstelle im Schlossgarten vermittelt haben könnte. Fintelmann siedelte in der Mitte des 18. Jahrhunderts nach Berlin-Charlottenburg um und starb 1752.
Das Gebäude wurde 1994 unter Denkmalschutz gestellt und im Jahr 2020 als Museum genutzt. Dort finden wechselnde Ausstellungen und Lesungen statt.

## Baubeschreibung
Das eingeschossige Gebäude wurde aus Fachwerk errichtet. Das Gefach besteht aus Holz, die Ausfachung aus unverputzten Mauersteinen. Zur Straßenseite befindet sich mittig ein hochrechteckiger Eingang. Seitlich sind je zwei ebenfalls hochrechteckige Fenster sowie nach Westen eine weitere Pforte. Die Ostseite ist bis auf ein kleines, querrechteckiges Fenster im südlichen Bereich fensterlos. Auf der Rückseite befinden sich ebenfalls eine Pforte sowie zwei weitere Fenster. Das Walmdach ist mit Spließ gedeckt und besitzt an der Straße- und Gartenseite je eine mittig angeordnete Fledermausgaube. Im Gebäude befand sich mittig eine Schwarze Küche.